# PZL-130 Orlik
PZL 130 Orlik (tiếng Anh: đại bàng nhỏ) là một máy bay huấn luyện một động cơ, hai ghế ngồi động cơ turboprop của Ba Lan.

## Thiết kế và Phát triển
Mẫu Orlik được thiết kế bởi PZL Warszawa-Okecie với vai trò máy bay huấn luyện cho Không lực Ba Lan, dự định thay thế cho mẫu PZL-110 Kolibers. Đồng thời thiết kế này cũng nhằm đáp ứng tiêu chuẩn FAR 23 của Hoa Kỳ. Dự án nắm dưới sự giám sát của Andrzej Frydrychewicz, kỹ sư trưởng của PZL Warszawa-Okecie. Máy bay được tích hợp cánh tỉ lệ low-aspect nhằm giả lập tốt hơn cảm giác điều khiển tương tự chiến đấu cơ. Máy bay được thiết kể để lắp động cơ radial engine của Soviet Vedeneyev M14P cùng với đó là dự định thay thế bằng động cơ của Ba Lan thiết kế Ivchenko AI-14 khi đưa vào dây chuyền sản xuất. Mẫu thử nghiệm đầu tiên của Orlik bay vào ngày 12 tháng 10 năm 1984, và mẫu thứ hai bay vào tháng 12 và chiếc thứ ba là tháng 1 năm 1985.
Trong khi Không lực Ba Lan dự định lắp cho Orliks động cơ radial của Ba Lan, phía PZL lại muốn lắp động cơ turboprop là mẫu PZL-130T Turbo Orlik cho bản xuất khẩu. Do đó, mẫu thử nghiệm thứ ba được lắp động cơ turboprop 410 kW (550 shp) Pratt & Whitney PT6A-25P, cất cánh vào ngày 13 tháng 7 năm 1986, nhưng đã bị rơi vào tháng 1 năm 1987 trong khi bay biễu diễn cho Không lực Colombia. Hai mẫu thử nghiệm tiếp theo ra mắt vào năm 1989 và 1990, được lắp động cơ của Czech 560 kW (750 shp) Walter M-601E và PT6A-25 trong mẫu PZL-130TB và PZL-130TP.
Năm 1990, chương trình phát triển động cơ piston Orlik bị hủy bỏ, vì các động cơ do Ba Lan chế tạo không tạo đủ công suất, cùng với đó là việc chuyển sang sử dụng động cơ M-601 cho PZL-130TB.

## Lịch sử hoạt động
Những chiếc PZL-130TB được bàn giao cho Ban Lan bắt đầu từ năm 1994, đầu tiên cho Học viện Phi công Quân sự tại Dęblin và Phi đoàn Huấn luyện 60 đóng tại Radom. Tất cả phi cơ của Ba Lan được nâng cấp lên bản PZL-130TB và sau là bản tiêu chuẩn TC-1, với ghế thoát hiểm và hệ thống khí động học tiên tiến hơn.

## Biến thể

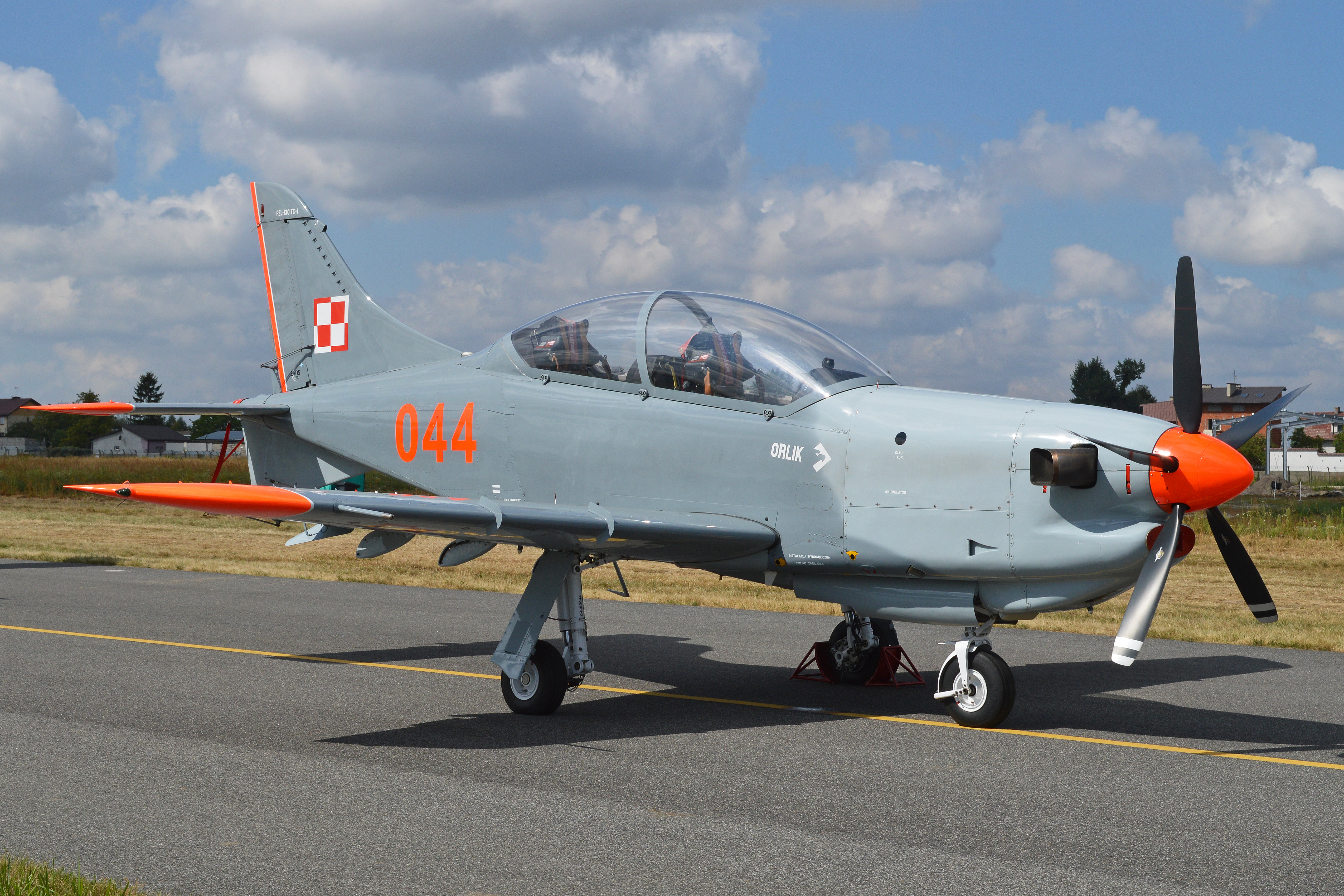
PZL 130 TC-1

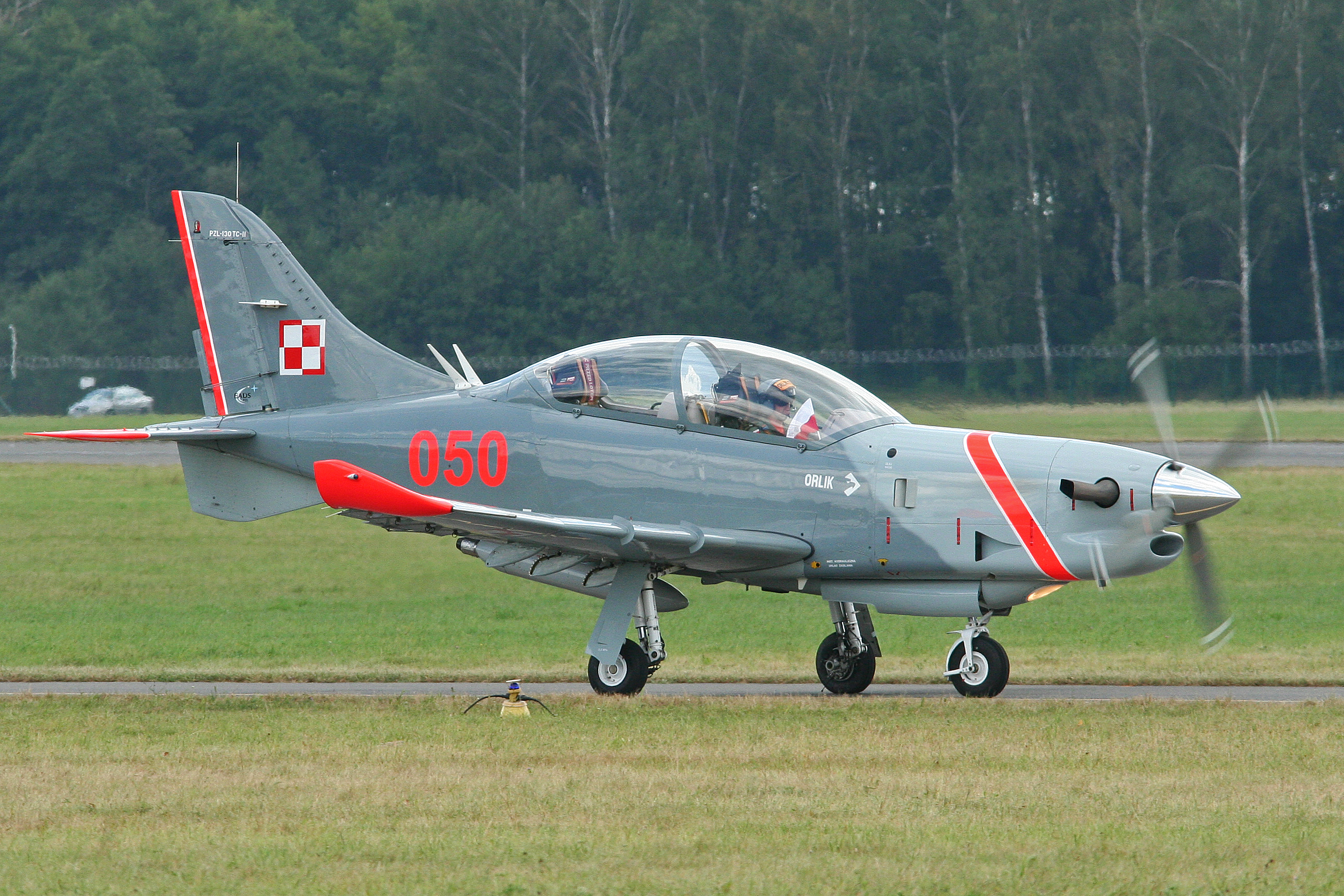
PZL-130 TC-2

PZL-130 Orlik
Máy bay nguyên mẫu với động cơ một piston Vedeneyev M14Pm
PZL-130T Turbo Orlik
Biến thể với một động cơ turboprop Pratt & Whitney Canada PT6A-25P
PZL-130TM Orlik
Biến thể với một động cơ turboprop Walter M601E
PZL-130TB Orlik
Biến thể với một động cơ turboprop Walter M601T
PZL-130TC II Orlik (GC)
Biến thể with glass cockpit và head-up display, gọi là Orlik MPT (Multi Purpose Trainer).

## Bên vận hành
Ba Lan
- Không lực Ba Lan
- Hải quân Ba Lan – đã từng sử dụng.

## Specifications (PZL-130TC II Orlik)
Đặc tính tổng quan
- Kíp lái: 2
- Chiều dài: 9,3 m (30 ft 6 in)
- Sải cánh: 10 m (32 ft 10 in)
- Chiều cao: 3,53 m (11 ft 7 in)
- Diện tích cánh: 14,56 m2 (156,7 foot vuông)
- Trọng lượng rỗng: 1.825 kg (4.023 lb)
- Trọng lượng có tải: 2.400 kg (5.291 lb)
- Trọng lượng cất cánh tối đa: 2.950 kg (6.504 lb)
- Động cơ: 1 × Pratt & Whitney Canada PT6A-25C turboprop, 560 kW (750 shp)

Hiệu suất bay
- Vận tốc cực đại: 550 km/h (342 mph; 297 kn)
- Vận tốc hành trình: 490 km/h (304 mph; 265 kn)
- Tầm bay: 2.200 km (1.367 mi; 1.188 nmi)
- Trần bay: 10.000 m (32.808 ft)
- Vận tốc lên cao: 14,4 m/s (2.830 ft/min)

Vũ khí trang bị

- Giá treo: 6 mang được 700 kg (1.500 lb),